# Conus chiangi
Espèce
Statut de conservation UICN

 LC  : Préoccupation mineure
Conus chiangi est une espèce de mollusques gastéropodes marins de la famille des Conidae.
Comme toutes les espèces du genre Conus, ces escargots sont prédateurs et venimeux. Ils sont capables de « piquer » les humains et doivent donc être manipulés avec précaution, voire pas du tout.

## Description
La taille de la coquille varie entre 14 mm et 25 mm.

## Distribution
Cette espèce marine est présente au large de Taiwan, des Philippines et du sud du Japon ; également au large de Vanuatu.

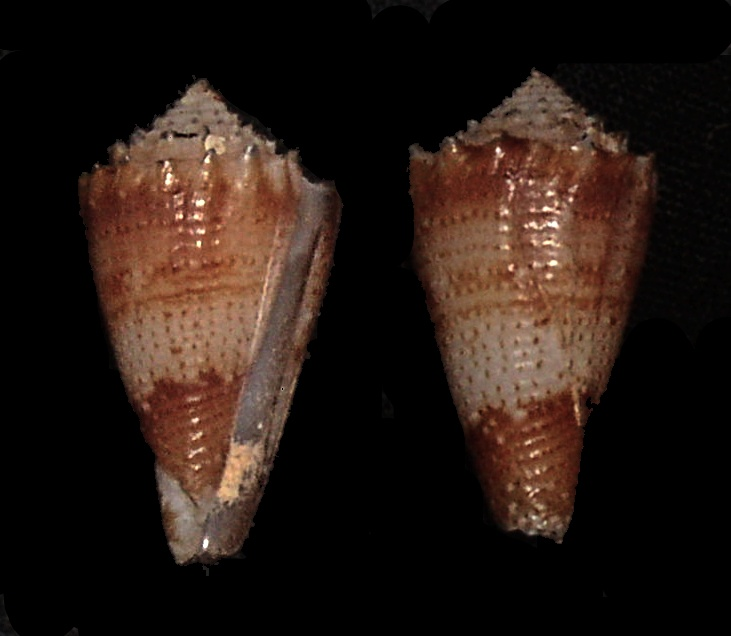
Conus chiangi

### Niveau de risque d’extinction de l’espèce
Selon l'analyse de l'UICN réalisée en 2011 pour la définition du niveau de risque d'extinction, cette espèce a une distribution apparemment disjointe du Japon aux Philippines et à la Nouvelle-Calédonie elle est localement abondante il n'y a pas de menaces majeures connues, elle est donc classée comme étant de préoccupation mineure.

## Taxonomie

### Publication originale
L'espèce Conus chiangi a été décrite pour la première fois en 1972 par le malacologiste japonais Masao Azuma (d) (1916-2001) dans la publication intitulée « Venus »,.

### Synonymes
- Conus (Stephanoconus) chiangi (M. Azuma, 1972) · appellation alternative
- Cornutoconus lamellatus M. Suzuki, 1972 · non accepté
- Taranteconus chiangi M. Azuma, 1972 · non accepté (protonyme)

## Identifiants taxonomiques
Chaque taxon catalogué par les bases de données biologiques et taxonomiques possède un identifiant qui permet d'établir un point de référence. Les identifiants de Conus chiangi dans les principales bases sont les suivants :
BOLD : 507540 - CoL : XX5R - GBIF : 5857059 - iNaturalist : 431905 - IRMNG : 11777136 - NCBI : 592126 - TAXREF : 94339 - UICN : 192697 - WoRMS : 430142